# Jos Boon
Jos Boon (Kerkrade, 28 juli 1922) is een Nederlands dirigent, violist en trompettist.

## Levensloop
Boon kreeg zijn eerste vioollessen op zesjarige leeftijd van de Kerkraadse muziekleraar M. Slangen. Hij volgde elf jaren deze vioollessen. Pas op 14-jarige leeftijd speelde hij trompet in de nog jonge Fanfare Sainte Marie Gracht onder leiding van de toenmalige dirigent Chr. Waltmans. In het volgende jaar trok hij met een gezelschap het land in, maar de mobilisatie voor de Tweede Wereldoorlog maakte hieraan een einde.
Boon was werkzaam bij de kolenmijnen Willem-Sophia en de Domaniale Mijn. Hij werd als technisch beambte vervroegd gepensioneerd. In het midden van de jaren vijftig studeerde hij aan het Conservatorium Maastricht. Eerst behaalde hij het diploma HaFa-directie en later het diploma schoolmuziek.
Hij dirigeerde verschillende harmonie- en fanfareorkesten, zoals van 1958 tot 1968 (opheffing) Bergkapel van de Domaniale Mijn Kerkrade, de Koninklijke Harmonie St. Caecilia 1843 Kerkrade, van 1966 tot 1976 van de Harmonie St. Caecilia, Nieuwenhagen, van 1968 tot 1971 van de Société St. Martin Fanfare de Stein, Harmonie St. Petrus en Paulus, Wolder in Maastricht, Harmonie St. Michaël Heugem in Maastricht.
Nog altijd speelt hij viool en geniet nu van een welverdiende rust in Maastricht.